# Zombillénium
Zombillénium est une série de bande dessinée franco-belge prépubliée à partir de 2009 dans Spirou no 3698. Elle est dessinée par l'auteur français Arthur De Pins.
La série est adaptée en un film d'animation sous le même titre sorti en 2017. Il s'agit d'une prequelle de la bande dessinée.

## Synopsis
Zombillénium est un parc d'attractions qui emploie des morts pour effrayer les visiteurs. Cette société (fictive) possède un capital de 2 000 000 d'euros, et se situe sur la Route du Marais Putride (D40), à Verchain-Maugré.

### Tome 1: Gretchen
Le tome 1 s'ouvre sur la tentative de fugue d'Aton Noujdmet, momie au parc Zombillénium, qui cherche à rejoindre le Caire en stop, mais il est récupéré en voiture par Francis, directeur d'exploitation du parc, et Sirius. Une dispute éclate dans le véhicule, et Francis percute accidentellement un piéton, le tuant sur le coup.
Le piéton est Aurélien Zahner, tout juste quitté par sa femme. Il vient de quitter le bar-tabac qu'il tentait de braquer mais il est reconduit dans le bon chemin in extremis par Gretchen, sorcière stagiaire également employée du parc. Mordu par Francis et Blaise et transformé en démon, Aurélien est engagé comme vendeur de barbe-à-papa.
À la suite d'un incident où une soudaine métamorphose provoque l'arrêt cardiaque d'une visiteuse, il est sur le point d'être « licencié » d'un coup de pieu dans le cœur, mais le directeur du parc, Behemoth, veut le tester dans le train fantôme. Sa période d'essai est un succès, malgré les manœuvres des zombies jaloux qui veulent le pousser à la faute, et il intègre définitivement Zombillénium.

### Tome 2: Ressources Humaines
Le tome 2 commence avec l'arrivée au parc de la famille du jeune Tim. Sa mère, Hélène, nerveuse chronique et sujette aux accès de colère, provoque rapidement un incident qui lui vaut d'être interpellée par la sécurité.
Pendant ce temps, Sirius est pris dans le guet-apens de membres d'un groupuscule nationaliste qui se servent de son identité pour s'introduire dans le parc. Les intrus, rapidement repérés, sont pris en chasse et ne doivent leur salut qu'à la fuite.
Francis parvient à mettre un souvenir sur le visage d'Hélène qui lui était étrangement familier : il l'avait aperçue des années auparavant, pendant la construction du parc, en train de déposer un nouveau-né dans une benne à ordures. Le nouveau-né en question n'est autre qu'Astaroth, jeune démon teigneux travaillant à la maison hantée. Il est également l'alter ego de Tim, sa face démoniaque extraite à la suite d'un exorcisme in utero. Malheureusement pour Hélène, les deux parties ont fusionné de nouveau.
Elle s'en rend compte trop tard et, lors d'une tentative désespérée pour tuer son fils, elle est prise à partie par des villageois qui la prennent pour une sorcière. Elle est lynchée et, pendant ses obsèques, Francis se fait fort d'accueillir au parc cette nouvelle recrue.

### Tome 3: Control Freaks
Le tome 3 débute avec l'arrivée d'un représentant de Béhémoth, Jaggar, qui est consultant d'une société rattachée au parc Zombillénium. Mais celui-ci n'est pas venu pour tester les machines du parc pour prouver leur efficacité.
Ayant mordu une jeune fille, il se bat avec Francis qui lui rappelle que les règles du parc interdisent de tuer un humain. Jaggar rappelle à Francis que le but du parc est d'engloutir le plus d’âmes possibles pour qu'ils servent les intérêts de Béhémoth, qui est le grand gérant du parc. Les vampires et quelques autres employés, dont Astaroth, acceptent de tuer des humains contrairement à la majorité des employées du parc qui refusent, dont Gretchen, Sirius, Aton, Aurélien, malgré un moment de rage passager où il tente de provoquer un accident au Roller Coaster, Blaise et Francis.
Mais Francis ne veut plus diriger le parc et Jaggar le remplace, ce qu'approuve Béhémoth qui aime avoir un employé qui adore tuer des humains pour mieux servir ses intérêts. Aton et Sirius créent un mouvement de rébellion qui maltraite la majorité des visiteurs du parc pour les forcer à partir, ce que n'approuve pas Jaggar. Celui-ci déchire le contrat d'Aton qui descend au niveau -9 et menace Sirius que s'il continue cette rébellion, un zombie au hasard rejoindra Aton tant que la fréquentation du parc sera inférieure à 10 000 visiteurs par jour. Sirius cède puisque Jaggar a gagné.
On apprend que Francis est au niveau -9 avec les employés virés, il envoie un texto à Gretchen en disant que sa mère lui passe le bonjour.

### Tome 4: La fille de l'air
Le tome 4 se passe cinq ans après le précédent. Béhémoth décide de céder Zombillenium au démon dont la fille (sorcière) sera vainqueur de la compétition qu'il organise à cet effet.
Pendant ces cinq ans, Francis, Gretchen, Aurélien et Richard, prêtre et ami de Francis, ont mis au point un stratagème pour libérer, lentement mais surement, les employés de l'emprise de Béhémoth. Mais leur sixième tentative de "libération" tourne mal : le zombie est foudroyé, et Aurélien voit ses ailes de démon mutilées par Charlotte Hawkins, sorcière harpie originaire de Louisiane, et protégée de Jaggar.
Devant cette cuisante défaite, et constatant que Béhémoth souhaite vendre le parc, Francis et Gretchen décident de jouer leur dernière carte : modifier le programme informatique source du parc pour qu'Aurélien soit président de Zombillénium et libère toutes les âmes.
Avec l'aide de Léonie, policière ayant tenté plus tôt d'appréhender Gretchen (et affublée d'oreilles de lapin à la suite d'un sort de transformation incomplet) et de Sirius, toujours dans le parc, l'opération réussit. Mais Aurélien est sous l'influence de Charlotte, qui l'utilise comme bête de foire.
Le parc ayant changé de présidence, Francis, Gretchen et les autres rebelles peuvent à nouveau y entrer. Un féroce combat s'engage alors entre les deux sorcières, mais Charlotte prend le dessus, aidée par Aurélien, toujours envouté, ainsi que les visiteurs du parc, désormais sous son contrôle, qui maîtrisent les rebelles.
Charlotte est finalement abattue par le collègue de Léonie, jusqu'alors transformé en lapin par Gretchen. Aurélien saisit alors le corps inanimé de Charlotte, et disparaît dans un éclair aveuglant. Toutes les issues du parc sont fermées, et alors que les démons s'interrogent sur le destin de Zombillénium, Aurélien fait irruption dans la salle, portant Charlotte, vivante, dans ses bras.

### Tome 5: Vendredi Noir
Le tome 5 débute par des moments clés de la vie de Gretchen : le pacte signé avec Behemoth par sa mère pour accéder au succès musical, ce qui fit qu'elle se retrouva virginalement enceinte du démon ; l'anniversaire de ses neuf ans, où elle reçut en cadeau de sa mère un skateboard et de son père un balai de sorcière, qu'elle a idée de combiner ensemble pour créer son whitch-board ; le départ de son pensionnat pour rejoindre l'école des sorciers, et enfin l'enlèvement de sa mère par Behemoth à la suite du refus de Gretchen de travailler comme chasseuse de têtes pour Zombillenium, tout juste ouvert.
Ces histoires sont racontées par Jill Webb, la mère de Gretchen, a Aton, alors qu'ils sont en train de pousser la grande roue au niveau -9, qui connaît une grosse affluence d'âmes. En effet, c'est le Vendredi Noir : les visiteurs sont piégés à l'intérieur de l'enceinte du parc, livrés à la sauvagerie du personnel. La télé locale couvre l'événement.
Alors que Gretchen et Léonie tentent de tuer définitivement le plus de monstres possibles, Sirius, Astaroth et Driss, le collègue policier de Léonie, organisent l'évacuation d'un groupe de visiteurs sur la grande tour du parc. Malgré l'intervention des deux femmes qui tuent un groupe de vampires s'apprêtant à mordre les visiteurs, ces derniers sont projetés dans le vide après que la passerelle a été détruite par Aurélien, toujours sous le contrôle de Charlotte. Après une brève confrontation avec cette dernière, Gretchen est emmenée par Astaroth, qui la laisse tomber en cours de route.
Pensant avoir atteint un quota de visiteurs mordus suffisants, Charlotte informe Jagguar que le Vendredi Noir est terminé. Le vampire fait alors une conférence de presse, à l'issue de laquelle il demande à plusieurs employés de mordre les journalistes. Mais ces derniers sont sauvés par l'intervention de Francis.
Pendant ce temps, Gretchen, inconsciente, se souvient du temps où elle s'occupait de Charlotte alors enfant (qui s'appelait alors Lucie, et dont le personnage est apparu pour la première fois dans le film prequel de 2017), avant de se réveiller en compagnie de Sirius, Blaise, Driss, Richard, Astaroth et les trente visiteurs évacués, sauvés de leur chute par les spectres. Toujours dans le parc, ils décident d'en sortir par le train de la mine anciennement située à l'emplacement du parc, qui passe par le niveau -9.
Pendant ce temps, Francis s'est engagé dans un raid meurtrier à l'épée contre les monstres du parc, considérant que son projet, qu'il avait proposé à Behemoth plus de vingt ans auparavant dans l'espoir de réinsérer les monstres dans la société moderne, est un échec. Jaggar apparaît alors, et confronte l'ancien directeur de Zombillenium dans un duel de vampires dont sortira vainqueur Francis qui, mortellement blessé, disparaîtra peu après son adversaire.
Le train de la mine se fraie un chemin dans les enfers, ses occupants repoussant tant bien que mal les démons se mettant en travers de leur route. Gretchen engage un combat singulier contre Charlotte mais, déstabilisée par le souvenir de Lucie chute, hors de combat. Elle retrouve alors sa mère, qui la réconforte et la convainc de ne pas abandonner le combat. Gretchen ouvre alors la sacoche arrachée à la harpie, dans laquelle elle trouve une poupée vaudou à l'effigie d'Aurélien.

## Personnages
Sont présentés les personnages nommés, par ordre d'apparition dans la bande dessinée.

### Apparus dans le tome 1
- Aton Noudjemet : momie, un des plus anciens employés de Zombillénium, car engagé en 1999. Après avoir été viré du train fantôme, et avoir été figurant, puis vendeur de Barbe à Papa, il fugue pour tenter d'aller au Caire. Raisonné par Francis et Sirius, il eut par la suite à nouveau droit à son propre show. Il aurait 3368 ans et a été pharaon dans son ancienne vie, mort empoisonné par ses esclaves (dit dans le film d'animation). Il fut envoyé au niveau -9 après avoir déchiré lui-même son contrat sous la pression de Jaggar, à la suite d'une opération de rébellion visant à faire partir les visiteurs pour les sauver et dont il était le responsable.
- Francis Von Bloodt : vampire, directeur d'exploitation du parc. Très apprécié de ses employés, il tente de maintenir une bonne ambiance grâce à un règlement spécial, qui n'est pas du goût de son employeur, Béhémoth, car il interdit aux employés du parc de tuer des humains. Il sera remplacé par Jaggar à la direction dans le tome 3, et mènera la rébellion contre Béhémoth dans le tome 4. Il sera tué par Jaggar à l'issue d'un duel de vampires dans le tome 5.
- Sirius Jefferson : squelette, employé de Zombillénium s'occupant des visiteurs et représentant syndical et le chef d'un des syndicats les plus virulents du parc. Grâce à ce poste, il ne peut être licencié. Selon ses propres dires, il est le squelette d'un militant noir pacifiste mort sur la chaise électrique en Louisiane en 1956. Dans le film d'animation, on apprend qu'il a en vérité vendu son âme au diable pour de la notoriété mais est mort dans un accident de la route, en route pour son premier concert.
- Sylvain : paysan vivant à Douchy-les-Mines et hostile au parc et à ses employés. Il aidera cependant Gretchen et sa rébellion à partir du tome 4, contre la promesse que le parc fermera.
- Gretchen Webb : sorcière anglaise née le 29 février 1984[1] en stage au parc Zombillénium. Elle est la fille de Behemoth, le propriétaire du parc (à l'insu de ses collègues jusqu'au tome 4). Elle ne tient pas Astaroth en très haute estime. Fréquentant dans un premier temps Hector Saxe, contrôleur des normes transformé en démon, et s'occupant de sa fille Lucie (personnages introduits dans le film d'animation), elle sera ensuite en couple avec Aurélien Zahner (qu'elle aurait dû tuer car elle chasse les démons et Aurélien en est devenu un) dans le tome 3 puisqu'elle lui avoue ses sentiments. Il s'avère dans le tome 4 que Gretchen a engagé Aurélien pour qu'il devienne propriétaire du parc à la place de Béhémoth, afin qu'il libère les âmes prisonnières, ce qui était également son projet pour Hector. Elle se déplace sur un Witch-Board, fait d'une planche de skate attachée à un balai, qu'elle reçut respectivement de sa mère et de son père pour son neuvième anniversaire.
- Aurélien Zahner/Baphomet : accidenté de la route, transformé en démon. Employé au train fantôme et qui sera ensuite affecté au roller coaster. On ne sait presque rien de la famille d'Aurélien, à part que sa femme Coralie le trompe avec son professeur de taï-chi qu'il a failli tuer quand ce dernier est venu au parc. Devenu la star du parc, il se mit en couple avec Gretchen. Il fit ensuite parti des rebelles contre Jaggar et Béhémoth, mais fut mis sous contrôle par Charlotte, protégée de Jaggar. Il devint ensuite malgré lui et à son insu président du parc, avant de rejoindre la haute hiérarchie des démons sous le nom de Baphomet.
- Blaise Canilhac : loup-garou, directeur des Ressources humaines et s'occupant des licenciements.
- Yves Belbertel : homme invisible, chargé de la sécurité (aidé de deux gardes minotaures).
- Rose Von Bloodt : vampire, directrice générale[1], femme de Francis. Elle n'apparaît que dans les deux premiers tomes.
- Mme Standford : humaine, actionnaire du parc.
- Wei Yu : humain, actionnaire du parc.
- Behemoth : démon, mystérieux et redoutable créateur et président de Zombillénium. Il est le père de Gretchen (via un contrat passé avec sa mère, Jill Webb) et le Diable des temps modernes. Quand il prend forme humaine, c'est sous la forme de Mr Beaumont, officiellement représentant des intérêts de Mr Béhémoth. Dans le tome 4, il annonce son intention de vendre (ou plutôt de jouer) son parc.

### Apparus dans le tome 2
- Tim Matauzier/Astaroth : jeune démon qui, dans le tome 2, est en pleine crise d'adolescence, agressif et haïssant les humains. Il est néanmoins amoureux de Gretchen. On apprend qu'il est la moitié « maléfique » d'un jeune adolescent, Tim, qu'il retrouve dans le parc et avec lequel il refusionne. Dans le tome 4, où il a désormais une vingtaine d'années, il s'avère qu'il fut le petit ami de Léonie Tran, qu'il dut quitter brusquement à la suite de ses "retrouvailles" avec Astaroth. Il est le sponsor de Gretchen au Sabbat Grand Derby dans le tome 6.
- Hélène Matauzier : mère de Tim et d'Astaroth, dont elle obtint la séparation in utero à la suite d'un exorcisme. Elle abandonna le deuxième à la naissance dans une poubelle du chantier du parc alors en construction. Lynchée par des paysans après avoir tenté d'étrangler son fils "possédé", elle fut néanmoins embauchée dans le parc après avoir signé à son insu un contrat avec Behemoth.
- Miranda : zombie, secrétaire de Francis Von Bloodt.  Dans le tome 3,  elle fut envoyée au niveau -9 après que Jaggar a brûlé son contrat, choisi au hasard.
- Richard : prêtre et ami de Francis, il s'occupe de faire passer légalement les nouveaux embauchés du parc pour des accidentés, et organise leurs funérailles. Il participe à la rébellion à partir du tome 4.
- Deborah Malkiewicz : démon, directrice de la communication.

### Apparus dans le tome 3
- Andréa : adolescente de 14 ans, elle fut larguée par son petit ami dans la grande roue du parc et fit une tentative de suicide en se jetant de celle ci. Sauvée par Gretchen, elle fut peu après mordue par Jaggar dans la maison hantée et devint elle-même vampire, engagée ensuite par Blaise.
- Bohémond Jaggar de Rochambeau : vampire de Louisiane et ex-propriétaire d'esclaves, représentant de Béhémoth, il vient au parc pour l'évaluer et se rend compte qu'il est loin de combler les attentes de son employeur du fait du taux de mortalité très bas. Il impose d'abord l'annulation de la première règle du règlement du parc, à savoir ne pas faire de mal aux visiteurs, et est ensuite nommé comme nouveau directeur après que Francis ai démissionné. Il fut tué par Francis dans le tome 5 à l'issue d'un duel de vampires.

### Apparus dans le tome 4
- Eddie : zombie, a fui le parc pour s'en faire extraire par un stratagème légal de Francis. Fut foudroyé par Charlotte et renvoyé au niveau -9 avant d'avoir pu signer son contrat.
- Léonie Tran : policière et ancienne petite amie de Tim/Astaroth. elle prit trente kilos et s'engagea dans la police à la suite de sa séparation brutale avec Tim. Elle aida les rebelles à changer la présidence du parc, s'infiltrant dans la partie des employés a l'aide d'une paire d'oreilles de lapin héritée d'un sort de transformation incomplet de Gretchen (qui la surnomme parfois Bugs à cause de celles-ci).
- Driss : policier, collègue de Léonie. Participa également à la rébellion.
- Lucie Saxe/Charlotte Hawkins : sorcière harpie de Louisiane, elle est la fille d'Hector Saxe, contrôleur des normes transformé en démon. Gretchen lui apprit les bases de la sorcellerie, mais elle finit par se retourner contre elle après que son père, qui grimpait dans la hiérarchie des démons, l'eut soustraite à son influence. Le personnage est introduit dans le film d'animation.

### Apparus dans le tome 5
- Jill Webb (première apparition muette dans le tome 3) : ancienne chanteuse et mère de Gretchen. À la suite de la signature d'un contrat diabolique avec Behemoth pour accéder au succès musical, elle se retrouvera virginalement enceinte du démon. Elle sera emmenée par ce dernier au niveau -9 de Zombillenium, à la suite du refus de sa fille de travailler pour son père dans le parc.

### Apparus dans le tome 6
- Hector Saxe/Abbadon : le personnage est à l'origine introduit dans le film d'animation. Ancien contrôleur des normes de sécurité déterminé à fermer parc, il est recruté de force par Francis, le directeur de l'époque. Il est alors transformé en démon et avec le temps il devient l'un des actionnaires de Zombillénium. Il est le père de Lucie Saxe/Charlotte Hawkins.

## Origines
Cette bande dessinée est née d'une demande du rédacteur en chef de Spirou, pour lequel Arthur du Pins œuvrait. Ce dernier raconte : « C’est arrivé avec Spirou. Je connaissais déjà Frédéric Niffle (rédacteur en chef de Spirou, ndlr) et il m’a commandé une couverture d’un Spécial Halloween de Spirou. Je lui ai fait une couverture où l’on voit une galerie de monstres et, en voyant que ça me plaisait beaucoup, il m’a demandé si je voulais faire une série avec les monstres de la couverture. C’était le formidable point de départ d’une histoire dans laquelle je voulais créer une inversion : les monstres sont les gentils et les humains, les méchants. Pour le Parc d’attraction, c’est venu d’une réflexion, peut-être un peu débile, sur “si les monstres étaient parmi nous, est-ce qu’ils payeraient des impôts ?”  ».

## Concept
Démarrant comme une simple bande dessinée de monstres obéissant aux codes du genre, Zombillenium est avant tout pour l'auteur, Arthur du Pins, l'occasion d'aborder des thématiques sociales et économiques en filigrane liés directement à la société contemporaine et notamment de la vie en entreprise :
« Je voulais parler du monde du travail dès le début. C'est un univers qui me fascine. Pas dans le sens j'en rêve la nuit, mais disons que j'ai grandi dans un milieu avec peu d'artistes, où la plupart des gens font des écoles de commerce, d'ingénieurs, et deviennent cadres dans des grandes entreprises. Tous mes amis du lycée, quand je les ai recroisés, étaient en costard-cravate, sortaient du boulot. Pareil pour mes frères. J'ai baigné dans cet univers-là. »
Outre la souffrance au travail, Zombillenium est aussi la possibilité offerte à l'auteur de remettre en cause les méthodes de management employées à l'égard des employés.
« J'ai imaginé plusieurs catégories de monstres, et pour les implanter dans l’entreprise, j’ai imaginé que chaque catégorie correspondait à une catégorie professionnelle. C’est-à-dire les ouvriers étaient les zombies ; ensuite, les cadres sont plutôt des loups-garous ; les dirigeants sont des vampires et le PDG, le diable. Les zombies étant la main-d’œuvre, les emplois précaires, ils sont donc plus nombreux. »
Tout en évoquant l'histoire de son propre père, qui a inspiré le personnage du directeur du parc, Francis Von Bloodt :
« Et puis j'ai aussi raconté pas mal d'histoires personnelles. Le personnage de Francis, c'est mon père. C'est marrant parce que je ne m'en suis pas rendu compte tout de suite, ce sont mes frères qui m'ont dit « Mais il a exactement la même gueule ! » Et c'est vrai qu'au travers de ce personnage, je raconte une histoire qui lui est arrivé, et qui m'avait beaucoup marqué quand j'étais ado.
Il s'est fait licencier, pour la simple raison qu'il était trop gentil avec ses employés. En fait, son seul souci était que ses employés soient bien, travaillent dans de bonnes conditions. Et ça lui a été reproché. »

## Sur les écrans
En janvier 2010, pour la sortie du tome 1, une bande annonce a été publiée sur la chaîne Youtube des Éditions Dupuis. La BD y est présentée à la manière d'un spot promotionnel d'une entreprise à la recherche de salariés, avec une certaine dose d'humour.
Ce type de promotion a été à nouveau employé lors de la parution du tome 3, en septembre 2013. Cette fois-ci, le parc Zombillénium est victime de burn-out au sein de son équipe mais aussi d'une crise financière, introduisant alors Jaggar, le nouveau directeur d'exploitation.
Quelques mois plus tard, en décembre, le groupe de rock Skip the Use poste à nouveau sur sa chaîne Youtube son single "Nameless World", cette fois-ci accompagné d'une vidéo mettant en scène deux membres du groupe, victimes d'un accident de la route mortel alors qu'ils se rendent au parc Zombillénium. Ils s'extirpent de la carcasse en flamme mais sous une autre forme : l'un en squelette, l'autre en mort-vivant; ils sont maintenant employés du parc, puisque leur producteur de musique leur a fait signer à leur insu un contrat avec Behemoth et non un contrat de musique.
Lors du Festival de Cannes 2017, des bandes-annonces sont révélées, ainsi que la date de sortie du film : le 18 octobre 2017.
Le film étant produit par une société réunionnaise, Pipangaï, il est diffusé en avant-première à la Réunion le 11 octobre 2017.

## Publication

### Albums
1. Gretchen, 2010, Dupuis
2. Ressources humaines, 2011, Dupuis (Prix jeunesse des Fauves du festival d'Angoulême 2012)[7]
3. Controls Freaks, 2013, Dupuis
4. La fille de l'air, 2018, Dupuis
5. Vendredi noir, 2020, Dupuis
6. Sabbath Grand Derby, 2022, Dupuis